# Fuensanta
Fuensanta er en by og kommune i det sydøstlige Spanien i provinsen Albacete. Den har et indbyggertal på 287 (2024) indbyggere.